# Vuelta a España 1936
La 2.ª edición de la Vuelta a España se disputó del 5 al 31 de mayo de 1936, con un recorrido de 4.364 km dividido en 21 etapas, con inicio y fin en Madrid.
Tomaron la salida 53 corredores, 44 de ellos españoles, logrando acabar la prueba tan solo 26 ciclistas.
El vencedor fue por segunda vez el belga Gustaaf Deloor quien cubrió la prueba a una velocidad media de 29,068 km/h. y que se vio favorecido por la caída, en la primera etapa, de su gran rival en la anterior edición, Mariano Cañardo. El corredor español mejor clasificado fue Julián Berrendero que finalizó en cuarta posición
De las veintiuna etapas disputadas, once fueron ganadas por ciclistas españoles destacando en este aspecto Vicente Carretero que logró 5 triunfos de etapa. El también español Salvador Molina fue el ganador de la clasificación de la montaña. José Riestra Nieto nacido en Asturias el 18 de febrero de 1911 participó en esta edición de la vuelta a España. Tuvo que abandonar la carrera en la etapa 11.ª por un problema gástrico en Teruel. A sus 105 años recuerda que podría haber acabado la carrera de no haber sido por este problema gástrico. José era amigo de los hermanos Trueba, que también disputaron esta edición de la Vuelta a España.

## Etapas
| Etapa | Recorrido              | Km  | Ganador de la etapa | Líder de la clasificación general |
| 1.ª   | Madrid-Salamanca       | 210 | Joseph Huts         | Joseph Huts                       |
| 2.ª   | Salamanca-Cáceres      | 214 | Gustaaf Deloor      | Gustaaf Deloor                    |
| 3.ª   | Cáceres-Sevilla        | 270 | Vicente Carretero   | Gustaaf Deloor                    |
| 4.ª   | Sevilla-Málaga         | 212 | Gustaaf Deloor      | Gustaaf Deloor                    |
| 5.ª   | Málaga-Granada         | 132 | Vicente Carretero   | Gustaaf Deloor                    |
| 6.ª   | Granada-Almería        | 185 | Gustaaf Deloor      | Gustaaf Deloor                    |
| 7.ª   | Almería-Alicante       | 306 | Mariano Cañardo     | Gustaaf Deloor                    |
| 8.ª   | Alicante-Valencia      | 184 | Antonio Bertola     | Gustaaf Deloor                    |
| 9.ª   | Valencia-Tarragona     | 279 | Salvador Cardona    | Gustaaf Deloor                    |
| 10.ª  | Tarragona-Barcelona    | 139 | Vicente Carretero   | Gustaaf Deloor                    |
| 11.ª  | Barcelona-Zaragoza     | 293 | Alphonse Schepers   | Gustaaf Deloor                    |
| 12.ª  | Zaragoza-San Sebastián | 265 | Alphonse Schepers   | Gustaaf Deloor                    |
| 13.ª  | San Sebastián-Bilbao   | 160 | Vicente Carretero   | Gustaaf Deloor                    |
| 14.ª  | Bilbao-Santander       | 199 | Alfons Deloor       | Gustaaf Deloor                    |
| 15.ª  | Santander-Gijón        | 194 | Mariano Cañardo     | Gustaaf Deloor                    |
| 16.ª  | Gijón-Ribadeo          | 155 | Rafael Ramos        | Gustaaf Deloor                    |
| 17.ª  | Ribadeo-La Coruña      | 157 | Alphonse Schepers   | Gustaaf Deloor                    |
| 18.ª  | La Coruña-Vigo         | 175 | Vicente Carretero   | Gustaaf Deloor                    |
| 19.ª  | Vigo-Verín             | 178 | Fermín Trueba       | Gustaaf Deloor                    |
| 20.ª  | Verín-Zamora           | 207 | Antonio Bertola     | Gustaaf Deloor                    |
| 21.ª  | Zamora-Madrid          | 250 | Emiliano Álvarez    | Gustaaf Deloor                    |

## Detalle etapa por etapa

### 1.ª etapaː 5 de mayo:Madrid>Salamanca– 210km
Resumen
El belga Joseph Huts se impone al sprint en un pelotón de 14 unidades. En ella, están todos los teóricos aspirantes a ganar la prueba.
|   | Ciclista       | Equipo | Tiempo    |
| - | -------------- | ------ | --------- |
| 1 | Joseph Huts    | IND    | 6h 47'17" |
| 2 | Gustaaf Deloor | IND    | m.t.      |
| 3 | Manuel Capella | IND    | m.t.      |

| Posición | Ciclista       | Equipo | Tiempo    |
| -------- | -------------- | ------ | --------- |
| 1        | Joseph Huts    | IND    | 6h 47'17" |
| 2        | Gustaaf Deloor | IND    | m.t.      |
| 3        | Manuel Capella | IND    | m.t.      |

### 2.ª etapaː 6 de mayo:Salamanca>Cáceres– 210km
Resumen
Jornada caracterizada por los pinchazos y las caídas. Uno de los peores damnificados fue Mariano Cañardo que atropelló un perro y su rueda quedó inservible. El belga Gustaaf Deloor salió indemne de tantas desgracias y se llevó la victoria con cuatro minutos y medio de ventaja sobre su hermano, Alphons. De esta manera se convertía en el nuevo líder ya que a la ventaja conseguida en la línea de meta se le tenía que sumar dos minutos de bonificación, que se le atribuía al ganador que consiguiera vencer con más de tres minutos de ventaja.
|   | Ciclista        | Equipo | Tiempo    |
| - | --------------- | ------ | --------- |
| 1 | Gustaaf Deloor  | IND    | 6h 53'41" |
| 2 | Alfons Deloor   | IND    | a 4'38"   |
| 3 | Antonio Bertola | IND    | m.t.      |

| Posición | Ciclista          | Equipo | Tiempo     |
| -------- | ----------------- | ------ | ---------- |
| 1        | Gustaaf Deloor    | IND    | 13h 38'58" |
| 2        | Antonio Bertola   | IND    | a 6'36"    |
| 3        | Julián Berrendero | IND    | a 7'19"    |

### 3.ª etapaː 7 de mayo:Cáceres>Sevilla– 270km
Resumen
La jornada fue aburrida. El pelotón permaneció agrupado y con pocos ataques. Todo se decidió al esprint donde volvió a ganar Joseph Huts, aunque la organización le retiró el triunfo al considerar que en el sprint había cogido del sillín al segundo clasificado, el español Vicente Carretero.
Clasificación de la etapa
| Pos. | Corredor          | Equipo | Tiempo    |
| ---- | ----------------- | ------ | --------- |
| 1    | Joseph Huts       | IND    | 6h 53'41" |
| 2    | Vicente Carretero | IND    | m.t.      |
| 3    | Alphonse Schepers | IND    | m.t.      |

Clasificación general
| Pos. | Corredor          | Equipo | Tiempo     |
| ---- | ----------------- | ------ | ---------- |
| 1    | Gustaaf Deloor    | IND    | 23h 09'50" |
| 2    | Antonio Bertola   | IND    | a 6'36"    |
| 3    | Julián Berrendero | IND    | a 7'19"    |

### 4.ª etapaː 9 de mayo:Sevilla>Málaga– 212km
Resumen
Gustaaf Deloor pone más tierra de por medio respecto a sus rivales anotándose la cuarta etapa de esta edición. El belga se marcha en el descenso de Antequera con el italiano Luigi Barral y el dúo llega a meta. Todos los favoritos españoles (Vicente Trueba, Mariano Cañardo, etc) tienen una jornada horrible a excepción de Antonio Escuriet, que solo cede 19 segundos respecto a los dos primeros y se alza a la segunda posición.
Clasificación de la etapa
| Pos. | Corredor         | Equipo | Tiempo    |
| ---- | ---------------- | ------ | --------- |
| 1    | Gustaaf Deloor   | IND    | 7h 07'26" |
| 2    | Luigi Barral     | IND    | m.t.      |
| 3    | Antonio Escuriet | IND    | a 19"     |

Clasificación general
| Pos. | Corredor         | Equipo | Tiempo     |
| ---- | ---------------- | ------ | ---------- |
| 1    | Gustaaf Deloor   | IND    | 30h 17'16" |
| 2    | Antonio Escuriet | IND    | a 7'44"    |
| 3    | Luigi Barral     | IND    | a 9'06"    |

### 5.ª etapaː 10 de mayo:Málaga>Granada– 132km
Resumen
Etapa reducida e intensa. En cuesta de la Reina se lanzan las hostilidades con  Salvador Molina, que es capturado en Alazores. Los principales favoritos llegaron al último kilómetro donde se impuso Vicente Carretero, arrebatándole de forma sorprendente a Alphonse Schepers. Fermín Trueba abandona en esta jornada quejado de problemas estomacales y Antonio Andrés Sancho, que tuvo un accidente al cruzársele un perro.
Clasificación de la etapa
| Pos. | Corredor          | Equipo | Tiempo    |
| ---- | ----------------- | ------ | --------- |
| 1    | Vicente Carretero | IND    | 4h 13'40" |
| 2    | Alphonse Schepers | IND    | m.t.      |
| 3    | Rafael Ramos      | IND    | m.t.      |

Clasificación general
| Pos. | Corredor         | Equipo | Tiempo     |
| ---- | ---------------- | ------ | ---------- |
| 1    | Gustaaf Deloor   | IND    | 30h 17'16" |
| 2    | Antonio Escuriet | IND    | a 7'48"    |
| 3    | Luigi Barral     | IND    | a 10'38"   |

### 6.ª etapaː 12 de mayo:Granada>Almería– 185km
Resumen
Etapa donde los ciclistas españoles intentaron escaparse en varias ocasiones y en todas y cada uno de esos intentos fue neutralizado por el equipo belga. Finalmente, la carrera sería ganada por Gustaaf Deloor en la que sería la tercera y última victoria de etapa del belga.
Clasificación de la etapa
| Pos. | Corredor          | Equipo | Tiempo    |
| ---- | ----------------- | ------ | --------- |
| 1    | Gustaaf Deloor    | IND    | 6h 28'39" |
| 2    | Vicente Carretero | IND    | m.t.      |
| 3    | Fermín Trueba     | IND    | m.t.      |

Clasificación general
| Pos. | Corredor         | Equipo | Tiempo     |
| ---- | ---------------- | ------ | ---------- |
| 1    | Gustaaf Deloor   | IND    | 40h 59'35" |
| 2    | Antonio Escuriet | IND    | a 7'48"    |
| 3    | Luigi Barral     | IND    | a 10'38"   |

### 7.ª etapaː 13 de mayo:Almería>Alicante– 306km
Resumen
Jornada maratoniana (los ciclistas empezaron la etapa de las cinco y media de la madrugada) y sin apenas brillantez. La victoria sería para Mariano Cañardo, que se resarció de su mala actuación en esta Vuelta (en comparación con la del año pasado) con una victoria de etapa. El navarro se puso en cabeza de pelotón en Elche y en la entrada a Alicante lanzó un tremendo ataque que nadie pudo atajar.
Clasificación de la etapa
| Pos. | Corredor          | Equipo | Tiempo     |
| ---- | ----------------- | ------ | ---------- |
| 1    | Mariano Cañardo   | IND    | 10h 31'43" |
| 2    | Gustaaf Deloor    | IND    | a 1'05"    |
| 3    | Vicente Carretero | IND    | m.t.       |

Clasificación general
| Pos. | Corredor         | Equipo | Tiempo     |
| ---- | ---------------- | ------ | ---------- |
| 1    | Gustaaf Deloor   | IND    | 51h 32'23" |
| 2    | Antonio Escuriet | IND    | a 7'48"    |
| 3    | Luigi Barral     | IND    | a 10'38"   |

### 8.ª etapaː 14 de mayo:Alicante>Valencia– 184km
Resumen
La jornada empezaba con la descalificación del italiano Luigi Barral y el mallorquín Bartolomé Flaquer al considerar que habían sido remolcados en la etapa anterior. Por lo que se refiere a la carrera, Salvador Cardona protagonizó la escapada más destacada del día, aunque sin consecuencias. Al final, todo se decidió en las inmediaciones de Valencia cuando el italiano Antonio Bertola y Vicente Carretero se distancian del grupo principal para jugarse la victoria, que cae del lado del italiano.
Clasificación de la etapa
| Pos. | Corredor          | Equipo | Tiempo    |
| ---- | ----------------- | ------ | --------- |
| 1    | Antonio Bertola   | IND    | 6h 15'59" |
| 2    | Vicente Carretero | IND    | a 31"     |
| 3    | Mariano Cañardo   | IND    | a 45"     |

Clasificación general
| Pos. | Corredor         | Equipo | Tiempo     |
| ---- | ---------------- | ------ | ---------- |
| 1    | Gustaaf Deloor   | IND    | 57h 49'23" |
| 2    | Antonio Escuriet | IND    | a 7'48"    |
| 3    | Antonio Bertola  | IND    | a 9'36"    |

### 9.ª etapaː 15 de mayo:Valencia>Tarragona– 279km
Resumen
La jornada estuvo marcada por los pinchazos. Mariano Cañardo pinchó hasta tres veces y tomó contacto con el grupo en las tres. También pinchó el líder Deloor pero fue ayudado convenientemente por su compatriota Alphonse Schepers. En Hospitalet del Infante, Cañardo se destacó pero volvió al grupo en su pretensión de defender la segunda posición de Antonio Escuriet. Al final, sería el veterano Salvador Cardona quien aprovechaba el marcaje de los favoritos para escaparse y poder ganar la etapa.
Clasificación de la etapa
| Pos. | Corredor          | Equipo | Tiempo    |
| ---- | ----------------- | ------ | --------- |
| 1    | Salvador Cardona  | IND    | 9h 59'30" |
| 2    | Vicente Carretero | IND    | a 1'23"   |
| 3    | Gustaaf Deloor    | IND    | m.t."     |

Clasificación general
| Pos. | Corredor         | Equipo | Tiempo     |
| ---- | ---------------- | ------ | ---------- |
| 1    | Gustaaf Deloor   | IND    | 67h 50'16" |
| 2    | Antonio Escuriet | IND    | a 7'48"    |
| 3    | Antonio Bertola  | IND    | a 9'36"    |

### 10.ª etapaː 17 de mayo:Tarragona>Barcelona– 139km
Resumen
Día marcado por la afluewncia masiva de aficionados en todo el recorrido y, más aún, en la montaña de Montjuich, donde el pelotón hizo un recorrido de ocho vueltas. Por lo demás, el pelotón permaneció compacto prácticamente todo el recorrido y Vicente Carretero se adjudicó su tercera etapa en esta edición.
Clasificación de la etapa
| Pos. | Corredor          | Equipo | Tiempo    |
| ---- | ----------------- | ------ | --------- |
| 1    | Vicente Carretero | IND    | 4h 13'47" |
| 2    | Gustaaf Deloor    | IND    | m.t.      |
| 3    | Mariano Cañardo   | IND    | m.t."     |

Clasificación general
| Pos. | Corredor          | Equipo | Tiempo     |
| ---- | ----------------- | ------ | ---------- |
| 1    | Gustaaf Deloor    | IND    | 72h 09'03" |
| 2    | Antonio Escuriet  | IND    | a 8'30"    |
| 3    | Julián Berrendero | IND    | a 12'02"   |

### 11.ª etapaː 18 de mayo:Barcelona>Zaragoza– 310km
Resumen
Jornada aburrida donde Antonio Escuriet y el equipo español rodó de forma conservadora. Ni siquiera una caída del líder Deloor sirvió para que el equipo español se miviera para atacar. Al final, llegada al sprint y primera victoria de Alphonse Schepers de las tres que conseguiría en esta edición.
Clasificación de la etapa
| Pos. | Corredor          | Equipo | Tiempo    |
| ---- | ----------------- | ------ | --------- |
| 1    | Alphonse Schepers | IND    | 9h 08'49" |
| 2    | Vicente Carretero | IND    | m.t.      |
| 3    | Julián Berrendero | IND    | m.t."     |

Clasificación general
| Pos. | Corredor          | Equipo | Tiempo     |
| ---- | ----------------- | ------ | ---------- |
| 1    | Gustaaf Deloor    | IND    | 81h 17'52" |
| 2    | Antonio Escuriet  | IND    | a 8'30"    |
| 3    | Julián Berrendero | IND    | a 12'02"   |

### 12.ª etapaː 19 de mayo:Zaragoza>San Sebastián– 265km
Resumen
La etapa fue parcialmente suspendida por las lluvias y desviarse hacia Tudela. Vicente Carretero fue sancionado con tres minutos después de tener una avería y coger la bicicleta de Ramón Ruiz Trillo. El equipo español intenta tirar en la cuesta de Lecumberri pero acaba sin consecuencias. Al final, etapa en sprint con victoria (la segunda consecutiva) de Alphonse Schepers.
Clasificación de la etapa
| Pos. | Corredor          | Equipo | Tiempo    |
| ---- | ----------------- | ------ | --------- |
| 1    | Alphonse Schepers | IND    | 9h 54'34" |
| 2    | Mariano Cañardo   | IND    | m.t.      |
| 3    | Vicente Carretero | IND    | m.t."     |

Clasificación general
| Pos. | Corredor          | Equipo | Tiempo     |
| ---- | ----------------- | ------ | ---------- |
| 1    | Gustaaf Deloor    | IND    | 91h 12'16" |
| 2    | Antonio Escuriet  | IND    | a 8'30"    |
| 3    | Julián Berrendero | IND    | a 12'02"   |

### 13.ª etapaː 21 de mayo:San Sebastián>Bilbao– 160km
Resumen
Una de las etapas clave de esta Vuelta a España. Antonio Bertola atacó en la cuesta de Ermua, que partió el grupo en dos. Antonio Escuriet quedó cortado y perdió dos minutos y medio respecto Deloor y Julián Berrendero cae cuatro puestos en la clasificación general después de tener una avería en los frenos y Mariano Cañardo pierde 12 minutos a causa de un pinchazo. Los grandes beneficiados son Vicente Carretero, que se adjudicó la etapa después de cazar a Bertola en el descenso de Munguía y los hermanos Deloor. Gustaaf elimina a parte de sus rivales y Alfons sube hasta la tercera posición de la general.
Clasificación de la etapa
| Pos. | Corredor          | Equipo | Tiempo    |
| ---- | ----------------- | ------ | --------- |
| 1    | Vicente Carretero | IND    | 4h 34'14" |
| 2    | Rafael Ramos      | IND    | a 43"     |
| 3    | Gustaaf Deloor    | IND    | m.t."     |

Clasificación general
| Pos. | Corredor         | Equipo | Tiempo     |
| ---- | ---------------- | ------ | ---------- |
| 1    | Gustaaf Deloor   | IND    | 96h 46'40" |
| 2    | Antonio Escuriet | IND    | a 11'09"   |
| 3    | Alfons Deloor    | IND    | a 12'30"   |

### 14.ª etapaː 22 de mayo:Bilbao>Santander– 199km
Resumen
Nueva jornada negra para los españoles en una etapa montañosa y, por tanto, ideal para los ciclistas de casa. Salvador Molina, Julián Berrendero y Fermín Trueba lo intentaron. Al final, a dos kilómetros de cabeza, quedaron en cabeza Alfons Deloor y Emiliano Álvarez, decantándose la victoria del lado del belga que, a su vez, recorta unos segundos más respecto Antonio Escuriet.
Clasificación de la etapa
| Pos. | Corredor         | Equipo | Tiempo    |
| ---- | ---------------- | ------ | --------- |
| 1    | Alfons Deloor    | IND    | 7h 29'40" |
| 2    | Emiliano Álvarez | IND    | m.t.      |
| 3    | Antonio Bertola  | IND    | a 18"     |

Clasificación general
| Pos. | Corredor         | Equipo | Tiempo      |
| ---- | ---------------- | ------ | ----------- |
| 1    | Gustaaf Deloor   | IND    | 104h 16'38" |
| 2    | Antonio Escuriet | IND    | a 11'09"    |
| 3    | Alfons Deloor    | IND    | a 12'12"    |

### 15.ª etapaː 24 de mayo:Santander>Gijón– 194km
Resumen
La carrera se dirigía al norte con Mariano Cañardo contrtolando a todo el equipo español para proteger la segunda posición de Escuriet. E̩so provocó que se presenciara otra jornada monótona donde 25 de los 28 supervivientes llegaron en grupo a meta. En el sprint final, Cañardo y Alphonse Schepers se disputan la victoria, adjudicándosela este último aunque después sería descalificado por el jurado al juzgar que recibió un empujón de Gustave Deloor en los últimos metros.
Clasificación de la etapa
| Pos. | Corredor        | Equipo | Tiempo    |
| ---- | --------------- | ------ | --------- |
| 1    | Mariano Cañardo | IND    | 7h 29'40" |
| 2    | Antonio Bertola | IND    | m.t.      |
| 3    | Fermín Trueba   | IND    | m.t.      |

Clasificación general
| Pos. | Corredor         | Equipo | Tiempo      |
| ---- | ---------------- | ------ | ----------- |
| 1    | Gustaaf Deloor   | IND    | 111h 10'57" |
| 2    | Antonio Escuriet | IND    | a 11'09"    |
| 3    | Alfons Deloor    | IND    | a 12'12"    |

### 16.ª etapaː 25 de mayo:Gijón>Ribadeo– 155km
Resumen
Accidentada jornada donde unos problemas técnicos hacen que se tenga que recudir la distancia y cambiar el recorrido. En el equipo español, seguía la disciplina para seguir defendiendo la segunda posición de Escuriet. Tanto es así, que Francisco Goenaga probó la fuga y Mariano Cañardo salía en su búsqueda para ordenarle que volviera al grupo cogiéndole por el culotte. En los kilómetros finales, escapada de cuatro hombres con victoria final para Rafael Ramos. Entre los fugados estaba Alfons Deloor, que araña 13 segundos a Escuriet.
Clasificación de la etapa
| Pos. | Corredor          | Equipo | Tiempo    |
| ---- | ----------------- | ------ | --------- |
| 1    | Rafael Ramos      | IND    | 4h 45'37" |
| 2    | Vicente Carretero | IND    | m.t.      |
| 3    | Alfons Deloor     | IND    | m.t.      |

Clasificación general
| Pos. | Corredor         | Equipo | Tiempo      |
| ---- | ---------------- | ------ | ----------- |
| 1    | Gustaaf Deloor   | IND    | 115h 56'47" |
| 2    | Antonio Escuriet | IND    | a 11'09"    |
| 3    | Alfons Deloor    | IND    | a 11'58"    |

### 17.ª etapaː 26 de mayo:Ribadeo>La Coruña– 155km
Resumen
Nueva jornada insípida con una media de velocidad bajísima y en la que prácticamente no se produce ni una sola aventura. Los únicos que intentaron algo fueron Berrendero y Cañardo al intentar una fuga que no tuvo consecuencias. Con todo el pelotón agrupado, se llegó a la meta con victoria de Alphonse Schepers, la tercera y última que conseguiría en esta edición.
Clasificación de la etapa
| Pos. | Corredor          | Equipo | Tiempo    |
| ---- | ----------------- | ------ | --------- |
| 1    | Alphonse Schepers | IND    | 4h 45'37" |
| 2    | Vicente Carretero | IND    | m.t.      |
| 3    | Miguel Carrión    | IND    | m.t.      |

Clasificación general
| Pos. | Corredor         | Equipo | Tiempo      |
| ---- | ---------------- | ------ | ----------- |
| 1    | Gustaaf Deloor   | IND    | 121h 33'39" |
| 2    | Antonio Escuriet | IND    | a 11'09"    |
| 3    | Alfons Deloor    | IND    | a 11'58"    |

### 18.ª etapaː 27 de mayo:La Coruña>Vigo– 175km
Resumen
Nueva jornada protagonizada por la apatía de los favoritos. Se llegó a tal punto que el pelotón corrió a un velocidad de 25 km/h. La organización, enfadada por la actitud de los corredores, amenazó al final de la etapa con hacer de la etapa del día siguiente una contrarreloj. Los corredores españoles temerosos de que, con ello, Escuriet perdiera la segunda posición, entonaron el mea culpa y prometieron que darían espectáculo. La etapa fue vencida al sprint por Vicente Carretero, la quinta y última que se adjudicaría en esta edición.
Clasificación de la etapa
| Pos. | Corredor          | Equipo | Tiempo    |
| ---- | ----------------- | ------ | --------- |
| 1    | Vicente Carretero | IND    | 7h 10'41" |
| 2    | Alphonse Schepers | IND    | m.t.      |
| 3    | Antonio Bertola   | IND    | m.t.      |

Clasificación general
| Pos. | Corredor         | Equipo | Tiempo      |
| ---- | ---------------- | ------ | ----------- |
| 1    | Gustaaf Deloor   | IND    | 128h 44'07" |
| 2    | Antonio Escuriet | IND    | a 11'09"    |
| 3    | Alfons Deloor    | IND    | a 11'58"    |

### 19.ª etapaː 29 de mayo:Vigo>Verín– 178km
Resumen
La amenaza del día anterior surtió efecto y los corredores (especialmente los españoles) se mostraron mucho más activos. En todo caso, los favoritos estuvieron muy atentos, a excepción de Antonio Bertola y Alphonse Schepers, que se perdieron en las calles de Verín y perdieron más de un minuto. La victoria fue de Fermín Trueba seguido del resto de favoritos.
Clasificación de la etapa
| Pos. | Corredor          | Equipo | Tiempo    |
| ---- | ----------------- | ------ | --------- |
| 1    | Fermín Trueba     | IND    | 6h 58'51" |
| 2    | Alfons Deloor     | IND    | m.t.      |
| 3    | Julián Berrendero | IND    | m.t.      |

Clasificación general
| Pos. | Corredor         | Equipo | Tiempo      |
| ---- | ---------------- | ------ | ----------- |
| 1    | Gustaaf Deloor   | IND    | 135h 07'58" |
| 2    | Antonio Escuriet | IND    | a 11'09"    |
| 3    | Alfons Deloor    | IND    | a 11'58"    |

### 20.ª etapaː 30 de mayo:Verín>Zamora– 207km
Resumen
El hasta ese momento disciplinado equipo español, que defendía el segundo puesto de Escuriet, se rompió en la penúltima etapa. A los nueve kilómetros del recorrido, Berrendero y Trueba rompen el pacto y lanzan un ataque al que le siguen Gustaaf Deloor y Bertola. Escuriet y Cañardo se quedaron cortados y sin posibilidad de enlazar. Los kilómetros finales fueron un pulso entre estos cuatro hombres (más Alfons Deloor y Goenaga que se le unieron posteriormente) tirando por delante y el grupo perseguidor con Cañardo y Carretero al frente en su intento de enlazar. Al final, victoria de Bertola y Escuriet que perdía 16 minutos 42 segundos y, con ello, la segunda posición de la general.
Clasificación de la etapa
| Pos. | Corredor          | Equipo | Tiempo    |
| ---- | ----------------- | ------ | --------- |
| 1    | Antonio Bertola   | IND    | 6h 28'50" |
| 2    | Julián Berrendero | IND    | a 10"     |
| 3    | Francisco Goenaga | IND    | m.t.      |

Clasificación general
| Pos. | Corredor        | Equipo | Tiempo      |
| ---- | --------------- | ------ | ----------- |
| 1    | Gustaaf Deloor  | IND    | 141h 33'02" |
| 2    | Alfons Deloor   | IND    | a 11'09"    |
| 3    | Antonio Bertola | IND    | a 17'54"    |

### 21.ª etapaː 31 de mayo:Zamora>Madrid– 250km
Resumen
la que se supone que tendría que ser la apacible última etapa de una gran ronda no fue tal. Si bien es cierto que los ciclistas extranjeros no sufrieron ningún tipo de problemas, no se puede decir lo mismo de los españoles. No sentaron bien los ataques de Trueba y Berrendero de la etapa anterior, y empezó una guerra fratricida de todos contra ellos dos. Emiliano Álvarez
, el único que se sumó a la causa de Trueba y Berrendero, es el que se llevó la etapa en un Estadio Metropolitano a reventar.
Clasificación de la etapa
| Pos. | Corredor          | Equipo | Tiempo    |
| ---- | ----------------- | ------ | --------- |
| 1    | Emiliano Álvarez  | IND    | 8h 31'36" |
| 2    | Julián Berrendero | IND    | a 2'54"   |
| 3    | Fermín Trueba     | IND    | a 3'01"   |

## Clasificaciones
En esta edición de la Vuelta a España se disputaron tres clasificaciones: la general, la de la montaña y la de equipos, que dieron los siguientes resultados:

### Clasificación general
| Pos. | Ciclista          | Equipo  | Tiempo        |
| ---- | ----------------- | ------- | ------------- |
| 1.   | Gustaaf Deloor    | Bélgica | 150h 07' 54"' |
| 2.   | Alfons Deloor     | Bélgica | + 11' 39"     |
| 3.   | Antonio Bertola   | Italia  | + 17' 54"     |
| 4.   | Julián Berrendero | España  | + 23' 14"     |
| 5.   | Antonio Escuriet  | España  | + 28' 54"     |
| 6.   | Rafael Ramos      | España  | + 49' 29"     |
| 7.   | Alphonse Schepers | Bélgica | + 58' 18"     |
| 8.   | Emiliano Álvarez  | España  | + 1h 05' 47"  |
| 9.   | Fermín Trueba     | España  | + 1h 07' 22"  |
| 10.  | Mariano Cañardo   | España  | + 1h 18' 05"  |

### Clasificación de la montaña
| Posición | Ciclista          | Equipo | Tiempo    |
| -------- | ----------------- | ------ | --------- |
| 1.       | Salvador Molina   | España | 78 puntos |
| 2.       | Julián Berrendero | España | 72 puntos |
| 3.       | Fermín Trueba     | España | 63 puntos |

### Clasificación por equipos
| Posición | Ciclista | Equipo  | Tiempo |
| -------- | -------- | ------- | ------ |
| 1.       | BELGICA  | Bélgica |        |